# Droga wojewódzka 364
Die Droga wojewódzka 364 (DW 364) ist eine 63 Kilometer lange Droga wojewódzka (Woiwodschaftsstraße) in der polnischen Woiwodschaft Niederschlesien, die die Droga krajowa 3 und Droga krajowa 94 in Legnica mit der Droga krajowa 30 in Gryfów Śląski verbindet. Die Strecke liegt im Powiat Lwówecki und im Powiat Złotoryjski.

## Streckenverlauf
Woiwodschaft Niederschlesien, Powiat Lwówecki
-  Gryfów Śląski (Greiffenberg) (DK 30, DW 360)
- Ubocze (Schosdorf)
- Gradówek (Hagendorf)
- Płóczki Dolne (Nieder Görisseiffen)
-  Lwówek Śląski (Löwenberg in Schlesien) (DW 297)
- Bielanka (Lauterseiffen)
- Choiniec (Kynwasser, Kynast Wasser)

Woiwodschaft Niederschlesien, Powiat Złotoryjski
- Nowe Łąki (Hagendorf)
- Pielgrzymka (Pilgramsdorf)
- Jerzmanice-Zdrój (Hermsdorf an der Katzbach, Goldbergisch Hermsdorf)
-  Złotoryja (Goldberg i. Schlesien) (A 4, DW 328, DW 363)
-  Legnica (Liegnitz) (A 4, S 3, DK 3, DK 94)